# 滇泰石蝴蝶
滇泰石蝴蝶（学名：Petrocosmea kerrii），为苦苣苔科石蝴蝶属下的一个植物变种。